# Matthew Géczy
 (mars 2019).
Si vous disposez d'ouvrages ou d'articles de référence ou si vous connaissez des sites web de qualité traitant du thème abordé ici, merci de compléter l'article en donnant les références utiles à sa vérifiabilité et en les liant à la section « Notes et références ».
Matthew Géczy est un acteur américain né en Géorgie (États-Unis) le 23 août 1964.

## Biographie
Issu d'une famille de militaires américains, il fait ses débuts à la télévision en 1986 en France dans la série Grand Hôtel, aux côtés de Daniel Mesguich et Anne Fontaine. Il enchaîne ensuite des petits rôles dans de nombreuses séries allant de la série Le juge est une femme, en passant par Highlander.
Matthew Géczy se consacre essentiellement à l'animation : il y met ses multiples voix au service de nombreux personnages. Il est également devenu très convoité en tant que directeur artistique des voix pour séries d'animations mondiales. (Eliot Kid sur BBC, Cartoon Network) et (Mouk sur Disney Junior).
Matthew Géczy travaille aussi au doublage français et anglais de nombreux jeux vidéo (Rayman, Splinter Cell, Les Lapins crétins,…) ainsi que plusieurs documentaires et publicités. On peut l'entendre dans Jeanne d'Arc de Luc Besson et dans le dessin animé de long métrage Ratatouille.
Matthew Géczy est également la voix du personnage principal de nombreuses séries animées : il interprète le personnage du célèbre bandit de grand chemin dans Cartouche, le reporter Spirou dans Les Nouvelles Aventures de Spirou et Fantasio et l'ado excentrique Odd della Robbia dans Code Lyoko.
Au cinéma, on voit Matthew Géczy dans des petits rôles de films de grande envergure (Le Pari, Le Roman de Lulu, …). En accord avec son histoire familiale, il y interprète souvent des rôles de militaires (comme dans Femme fatale de Brian De Palma, Dear Wendy de Thomas Vinterberg ou encore San Antonio de Frédéric Auburtin, où il joue aux côtés de Gérard Lanvin et Gérard Depardieu).
Matthew Géczy obtient en 2008 son premier rôle principal dans le film 8th Wonderland, où il incarne John McLane, un homme d'affaires cherchant à faire main basse sur un réseau virtuel global.
Cependant, il exerce principalement dans le domaine de l'animation.

## Filmographie
- 1995 : Highlander : saison 3, épisode 22 (Finale (Part 2)) : Martin
- 2019 : Thanksgiving (mini-série) de Nicolas Saada
- 2021 : Laval, le collaborateur de Laurent Heynemann : Ralph Heinzen

## Doublage
- 2002 : Mutafukaz : Operation Blackhead de Guillaume Renard